# Faji szegregáció

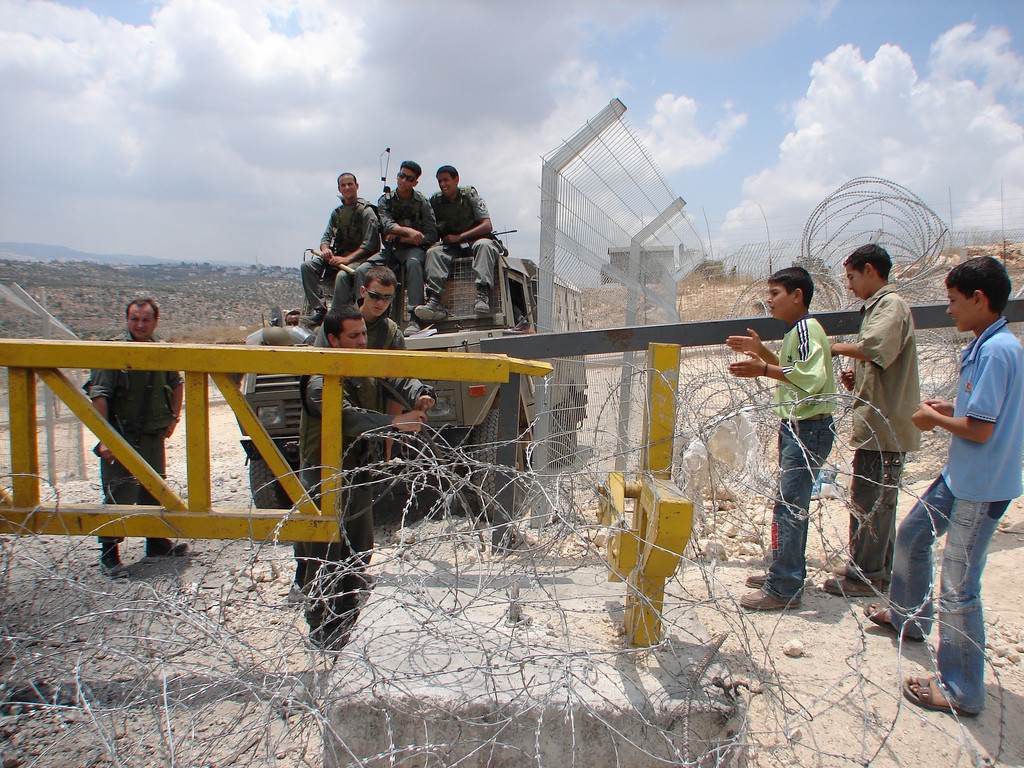
Szegregációs kerítés a Közel-Keleten, Ciszjordánia, 2006

A faji szegregáció az eltérő rasszhoz tartozó személyek (pl. fehérek és feketék) fizikai elkülönülése, elkülönítése az olyan mindennapi tevékenységeknél, mint az éttermekben való étkezés, a kutak, mosdók használata, tömegközlekedés, iskoláztatás, mozibajárás, vagy ház vásárlása stb. A szegregáció napjainkban általában törvényileg tiltva van, ennek ellenére létezhet mint társadalmi norma még akkor is, ha az egyének nem támogatják azt (ahogy Thomas Schelling modelljei is bizonyították). A szegregáció létezhet úgy, mint egyszerű diszkrimináció egy új otthon vásárlásakor, egészen a polgári erőszakig (pl. lincselés) a másik „faj” ellen.
Az olyan helyzeteket, ahol egy adott rasszhoz tartozó embercsoport saját döntése alapján inkább a saját fajtájával kommunikál, általában de facto elkülönülésnek szoktak nevezni, nem pedig szegregációnak. Az Egyesült Államokban több törvény támogatta a faji szegregációt egészen az 1960-as évekig.

## Előfordulása a történelemben

### India
A 19. századi angol történészek szerint, 3000-8000 évvel ezelőtt Indoeurópai nyelvcsaládba tartozó népek költöztek az Indiai-félszigetre Európából, Közel-Keletről, Anatóliáról és a Kaukázus környékéről. Ezek a népek „árjáknak” nevezték magukat, és megalapították a kasztrendszert, egy elitista társadalmi rendszert, melyben a fehér-bőrű árják uralkodtak a sötét-bőrű bennszülött dravida törzsek felett. Törvényeikkel „faji endogámiát” hajtottak végre.
Az angol elmélet manapság vitatott. Sok történész, mint pl. Jim Shaffer, J.P. Mallory, Edwin Bryant, elutasították az „árja inváziót” mint az angol imperializmust alátámasztó elméletet. Az angolok az „oszd meg és uralkodj” stratégiával egymás ellen fordították a lakosságot, mellyel hozzájárultak a már létező kasztrendszer megszilárdulásához. Maga a kasztrendszer keletkezésének előzményei máig ismeretlenek, illetve vitatottak.
Egyes kutatók azt állítják, hogy a magasabb rangú kasztok genetikai állománya jobban hasonlít az európaiakra. Mások viszont bírálják és ellenzik ezt a feltevést. Joanna L. Mountain kutatása arra következtetett, hogy „a kaszt-vonalak mentén nem létezik egyértelmű elkülönülés három genetikai csoportra”, viszont „egy összetett leszármazási fa bizonyos csoportosulásokat mutat”. Ismail Thanseem 2006-ban megjelent tanulmánya szerint „az alacsonyabb kasztok valószínűleg a hierarchikus beosztottságból származnak még az újkőkorszaki mezőgazdasági társadalmakban, vagyis sokkal az Indo-Árják megjelenése előtt”. Továbbá írja: „az Indo-európaiak, kihasználva a meglévő kasztrendszert, létrehozták a magasabb rendű kasztokat maguk számára”.

### Zsidók
Európában a zsidók általában rá voltak kényszerítve, hogy elkülönült gettókban éljenek. Ez a kényszer néha törvény által volt meghozva, néha pedig nemhivatalos nyomások által. 1204-ben a pápa elrendelte, hogy a zsidók a keresztényektől elkülönülve kell, hogy éljenek, valamint megkülönböztető ruhát kell viselniük. A zsidóság szegregációja folytatódott a 14. és 15. század folyamán. Az Orosz Birodalomban a zsidók csakis a Letelepedési övezetben élhettek, amely az ország nyugati határterületeit képezte, nagyjából a mai Lengyelország, Litvánia, Fehéroroszország, Moldova és Ukrajna területeinek felelt meg. A 20. század elején az európai zsidók többsége a Letelepedési övezetben élt.
A marokkói zsidók a 15. századtól kezdve „mellákban” éltek. A városi mella fallal volt körülvéve és egy kapun keresztül volt a bejárat. A falusi mellák általában külön falvak voltak, melyekben csak zsidók éltek.
J. J. Benjamin ezt írta a perzsiai zsidókról a 19. század közepén:

„rá vannak kényszerítve, hogy külön városrészben éljenek...; mert tisztátalannak tartják őket... Azon az ürügyön, hogy tisztátalanok, a legnagyobb szigorúsággal bánnak velük, és ha a muszlimok által lakott utcákba lépnek, a kisfiúk kavicsokkal megdobálják, a csőcselék meg kövekkel és piszokkal... Ugyanez miatt nem szabad kimenniük, amikor esik az eső; mert azt mondják, hogy ha az eső lemosná a piszkot róluk, az beszennyezné a muszlimok lábait... Ha egy zsidót fölismernek az utcán, a legnagyobb sértegetéseknek lesz alávetve. A járókelők az arcába köpnek és néha megverik. Ha egy zsidó bemegy egy üzletbe, tilos neki megvizsgálni az árut... Ha valamit véletlenül megérint, akkor muszáj megvennie akármilyen árat is kér az elárusító... Néha a perzsák betörnek zsidók lakhelyeibe és elvesznek, akármit, amit akarnak. Ha a tulajdonos ellenáll, hogy megvédje tulajdonát, akkor veszélyezteti az életét. Ha egy zsidó megjelenik az utcán a Katel (Murram) három napja alatt, akkor biztosan meg fogják ölni.”

### Palesztinok
2013-ban külön buszjáratokat indított Izrael palesztin munkások számára.

### Tang dinasztia Kínában
779-ben a Tang-dinasztia alatt rendeletet hoztak, mely szerint az ujgurok kötelesek voltak saját népviseletükben öltözködni, betiltotta a kínai nőkkel a házasodást, valamint betiltották, hogy kínaiaknak mondják magukat. 836-ban Lu Csun lett Kanton kormányzója, és elszörnyülködött, hogy a kínaiak külföldiekkel élnek házasságban. Lu kikényszerítette az elkülönülést, betiltotta a fajközi házasságokat, valamint törvényellenessé tette a külföldieknek, hogy tulajdont birtokoljanak Kínában.

### Csing dinasztia Kínában
Miután a mandzsuk meghódították Kínát és megalapították a Csing-dinasztiát, a kisebbségben levő mandzsuk féltve őrizték saját kultúrájukat. Korai uralkodásuk alatt olyan törvényeket hoztak, mellyel szigorú szegregációt vezettek be, ahol a mandzsuk és a mongolok voltak az egyik oldalon, a kínaiak meg a másikon. A két „faj” közti házasság be lett tiltva, valamint 1668 után a han kínaiaknak nem engedték, hogy letelepedjenek Mandzsúriában. A han kínaiak számára kötelező volt a lófarok hajstílus, és annak megszegését halállal büntették.

### Dél-Afrika
Dél-Afrikában az uralmi rendszer negyven éven át az apartheid volt. Maga a kifejezés még az 1910-es években jelent meg, és nem hivatalosan még sokkal előbb. 1948 után, miután a Nemzeti Párt nyerte meg a csak fehérek számára nyitott választásokat, az intézmény formalizálva lett, és törvény maradt 1994-ig. Az apartheidi törvényekre példa a fajok közti házasságok betiltása 1951-ben.
Az apartheid-rendszer megbukott, miután a világ közvéleménye döntően ellenezni kezdte a faji szegregációt. A Dél-afrikai Köztársaság ellen gazdasági bojkott lépett életbe, amely megbénította az ország gazdaságát, és veszélyeztette jövőjét.